# Marmessoidea rosea
Marmessoidea rosea is een insect uit de orde Phasmatodea en de  familie Diapheromeridae. De wetenschappelijke naam van deze soort is voor het eerst geldig gepubliceerd in 1793 door Fabricius.

## Beschrijving

### Actief leven
De Marmessoidea rosea is zowel dag- als nachtactief. 

### Oorsprong
Deze wandelende en vliegende tak komt uit de Tapa Hills van Maleisië. De huidige kweken stammen af van eitjes die in 2010 door Sharon Cheong werden verzameld.

### Voeding
Zijn natuurlijke voedsel zijn diverse planten uit de familie Cinnamonum, zoals Cinnamomum iners, kaneel, Gaultheria shallon (salal) of appeltjesplant. Liguster en laurier worden veelal gevoederd in gevangenschap.

### Grootte
De grootte zonder poten van een mannetje bedraagt 5 tot 6 cm en van een vrouwtje 8 tot 8,5 cm.

### Voortplanting
De voortplanting is geslachtelijk. De incubatieperiode van de eitjes is ongeveer 2 maanden. Deze worden meestal in groepjes op bladeren afgezet.
Het duurt 3 tot 4 maanden tot ze volwassen zijn.

### Bijzondere eigenschappen
De  Marmessoidea rosea beschikt zoals zijn naam doet vermoeden over roze vleugels, waarbij het vrouwtje beter kan vliegen dan het mannetje.
Bij gevaar kan hij een indringende en onaangename geur afscheiden.

### Leven in gevangenschap
Deze wandelende tak kan in een faunabox of gewoon terrarium worden gehouden. Als voeding kan men liguster en laurier voederen. Regelmatig de wand licht sproeien helpt bij zijn vitaliteit en het  vervellen en vernieuwen van zijn exoskelet. Door hun hyperactiviteit moet men er niet te veel in een kleine ruimte te houden.
Het kweken en onderhouden van nimfen in gevangenschap is vrij moeilijk, vooral het voederen van deze nimfen kan soms mislukken. Aangeraden wordt de coatingmethode toe te passen, door het sap van laurier op veel voedzamere, maar niet zo gegeerde salalbladeren te smeren. Na een tijdje hoeft dit insmeren niet meer.